# یوسف المطیع
یوسف المطیع (انگلیسی: Youssef El Motie؛ زادهٔ ۱۶ دسامبر ۱۹۹۴) بازیکن فوتبال است.